# Chumbawamba
Chumbawamba est un groupe de punk rock britannique, originaire de Burnley, Lancashire, en Angleterre. Il est rendu célèbre en 1997 à la suite de la sortie du single Tubthumping. Originaires pour la plupart d'entre eux de Burnley, les membres de Chumbawamba se rencontrèrent aux alentours de 1979 /1980 dans les différents concerts punk de l'époque ou bien à l'université. En plus de 25 ans, Chumbawamba sort de nombreux albums souvent très différents des uns aux autres. Fortement engagé sur les questions de société, ils sont toujours restés fidèles à une idéologie marquée très à gauche, dans un esprit anarcho-punk.
L'album le plus célèbre de Chumbawamba reste Tubthumper, sorti en 1997 sur le label EMI et condamné par beaucoup en raison de la concession faite aux grosses maisons de disques, cependant il a permis à de nombreuses personnes de découvrir Chumbawamba. À noter le pressage américain propose une pochette légèrement différente et sans le livret initial qui reprend de nombreuses citations d'auteurs et activistes. Le groupe annonce sa séparation le 3 novembre 2012 après ses trois concerts à Leeds, Berlin et Oslo.

## Biographie

### Débuts
Chumbawamba est formé à Burnley en 1982 avec une formation qui comprend à l'origine Allan « Boff » Whalley, Danbert Nobacon (né Nigel Hunter), Midge et Tomi, tous anciens membres du groupe Chimp Eats Banana, peu après rejoints par Lou Watts. Le groupe fait ses débuts en concert en janvier 1982. Leur premier vinyle est une chanson (Three Years Later) publiée sur la compilation Bullshit Detector 2 par Crass Records. Ils s'inspirent initialement de groupes diverses tels que  the Fall, PiL, Wire, et Adam and the Ants et politiquement de l'anarchie de Crass. Le groupe publie un titre parodie sous le nom de Skin Disease, sur des groupes d'oi! de l'époque, tellement réussie qu'il apparaitra sur la compilation Back on the Streets, une compilation EP d'oi! compilée avec le rédacteur Garry Bushell du magazine Sounds. À la fin 1982, le groupe recrute Alice Nutter (de Ouch, My Hair's on Fire) et Dunstan Bruce (de Men in a Suitcase) et vivent dans un squat à Armley, Leeds, avec Harry « Daz » Hamer et Dave « Mavis » Dillon peu de temps après.
Le groupe publiera ensuite un nombre de cassettes comme Be Happy Despite It All et Raising Heck With Chumbawamba, et participent à plusieurs compilations. Chumbawamba devient le groupe phare de la scène anarcho-punk des années 1980, jouant fréquemment des concerts bénévoles dans des squats et petits halls militant pour le droit des animaux, la fin des guerres, et la communauté. Le point de vue politique du groupe est perçu comme anarchiste. Ils feront plusieurs chansons sur la grève des mineurs entre 1984-1985, comme la cassette Common Ground.

### Sky and Trees et Agit-Prop Records
Au milieu des années 1980, Chumbawamba commence à enregistrer au format vinyle sur leur propre label, Agit-Prop Records, qui a évolué d'un projet appelé Sky and Trees Records. Le premier disque à sortir est un EP intitulé Revolution en 1985, qui est rapidement vendu puis réédité, atteignant la quatrième place de l'UK Indie Chart, et y restant pendant quatre semaines. Leur premier album studio, Pictures of Starving Children Sell Records (1986), fustige le concert Live Aid organisé par Bob Geldof, qui, selon eux, n'est qu'un spectacle superficiel qui tente de cacher les vrais problèmes liés à la faim dans le monde.
Le groupe tourne en Europe avec the Ex, et une collaboration entre les membres des deux groupes, sous le nom de Antidote, mène à la sortie d'un  EP, Destroy Fascism!, inspiré par le groupe de punk hardcore Heresy, avec lequel ils ont aussi tourné. The Ex et Chumbawamba sont enregistrés sur cassette en Pologne à cette période. Le label RED, basé à Wrocław, au sud-ouest de la Pologne, ne publiera que la cassette et, malgré les limites imposées par les autorités polonaises, permettra l'accès à la musique de Chumbawamba, parmi des groupes originaires d'URSS, de l'Allemagne de l'Est et de la Tchécoslovaquie.
Le deuxième album de Chumbawamba, Never Mind the Ballots...Here's the Rest of Your Lives, est publié en 1987, en parallèle aux élections et à la remise en question de la démocratie britannique. Le groupe adopte un autre nom, Scab Aid, pour la sortie de la chanson Let It Be qui parodie une version d'une chanson des Beatles enregistrée par le supergroupe de popstars Ferry Aid dans le but de collecter des fonds pour les événements liés au port de Zeebrugge. L'album English Rebel Songs 1381-1984, à l'origine publié sous le titre English Rebel Songs 1381–1914, contient des chansons traditionnelles.

### One Little Indian Records

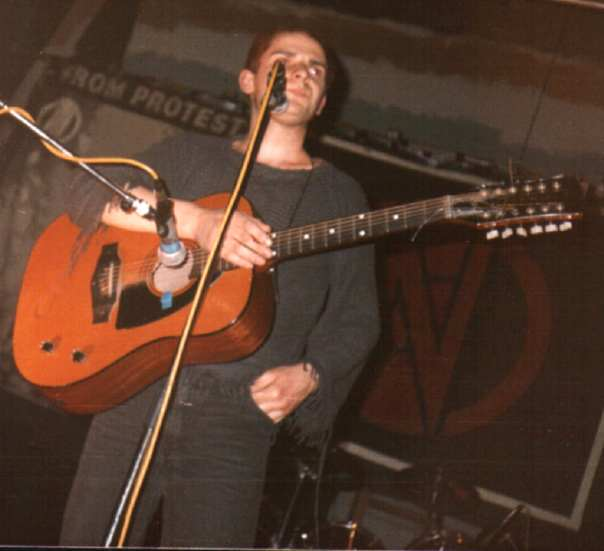
Danbert Nobacon en concert à l'Université de Leeds, en 1986, avec le groupe Conflict.

À la fin des années 1980 et début des années 1990, Chumbawamba commence à absorber des influences de la techno et de la culture rave. Les membres quittent leur travail et décident de se consacrer pleinement à la musique pouvant ainsi vivre des 10 000 exemplaires vendus, et passent de leurs racines anarcho-punk à une musique plus orientée pop sensible comme le démontrent les albums Slap! (1990) et Shhh (1992) (qui devait s'intituler Jesus H Christ!). Ils tournent pour la première fois aux États-Unis en 1990.
Après avoir signé au label indépendant One Little Indian Records, Anarchy (1994) reste lyriquement et politiquement sans compromis, continuant à dénoncer l'homophobie (Homophobia). L'album est le plus gros succès du groupe en date, et atteint le top 30 britanniques ; les singles Timebomb et Enough Is Enough terminent aux dernières places de l'UK Singles Chart. One Little Indian décide aussi de rééditer les premiers albums de Chumbawamba pour la première fois en format CD. Les deux premiers, Pictures of Starving Children Sell Records (1985) et Never Mind the Ballots (1987), sont compilés en un disque intitulé First 2.
Chumbawamba se sépare de One Little Indian pendant l'enregistrement de l'album Swingin' with Raymond (1996).

### EMI Records
Chumbawamba signe avec EMI en Europe en 1997, ce qui fait polémique auprès de certains. Ils avaient pourtant participé à une compilation LP intitulée Fuck EMI en 1989, et critiqués le label dans leurs premières chansons. Le groupe anarcho-punk Oi Polloi (avec qui Chumbawamba a tourné et collaboré pour Punk Aid, Smash the Poll Tax EP) publiera l'EP Anti-Chumbawamba, Bare Faced Hypocrisy Sells Records (Ruptured Ambitions, 1998).
En 1997, Chumbawamba se popularise significativement avec la chanson Tubthumping (deuxième au Royaume-Uni, et sixième aux États-Unis), qui comprend un extrait sonore de Pete Postlethwaite et sa performance dans le film Brassed Off. Il est suivi au début de 1998 par la chanson Amnesia. À cette période, Chumbawamba gagne une certaine notoriété à cause d'incidents polémiques, à commencer en août 1997 lorsque Nutter est cité par le journal britannique Melody Maker pour avoir dit : « Rien ne pourra changer au fait qu'on aime voir des flics se faire tuer. » Ce commentaire fera polémique dans le tabloïd britannique et sera condamné par la Police Federation of England and Wales. Le groupe résistera à la pression d'EMI et ne publiera aucune excuse ; seule Nutter clarifiera sa position expliquant : « Si vous êtes de la classe ouvrière, personne ne vous protégera. Quand vous en entendez parler, c'est toujours pour les exploiter, vous savez, les bassesses de la justice. On ne fête pas la mort de flics, et vous le savez. »
En janvier 1998, Nutter participe au talk-show Politically Incorrect et conseille leurs fans qui ne peuvent s'acheter leur CD de les voler dans des chaines de distribution comme HMV et Virgin, un conseil qui mènera Virgin à retirer l'album des rayons pour les vendre en caisse. En 1998 toujours, le morceau Tubthumping devient la musique d'introduction du jeu vidéo de football Coupe du monde 98 de EA Sports. À la fin des années 1990, le groupe refuse une proposition d'1,5 million de dollars de la part de Nike pour l'usage de leur chanson Tubthumping dans une publicité de la FIFA. Selon le groupe, cette décision s'est faite en « 30 secondes ».
Chumbawamba publie l'album WYSIWYG en 2000 qui comprend une reprise de la chanson New York Mining Disaster des Bee Gees. Le single She's Got All the Friends that Money Can Buy, est reprise dans Passenger List for Doomed Flight 1721, une chanson qui liste tous les individus que le groupe souhaiterait voir « disparaitre ». Cette liste comprend notamment Tony Blair, Ally McBeal et Bono. Chumbawamba se sépare d'EMI en 2001. Pour célébrer leur vingt ans, le groupe tourne un documentaire.

### Mutt Records

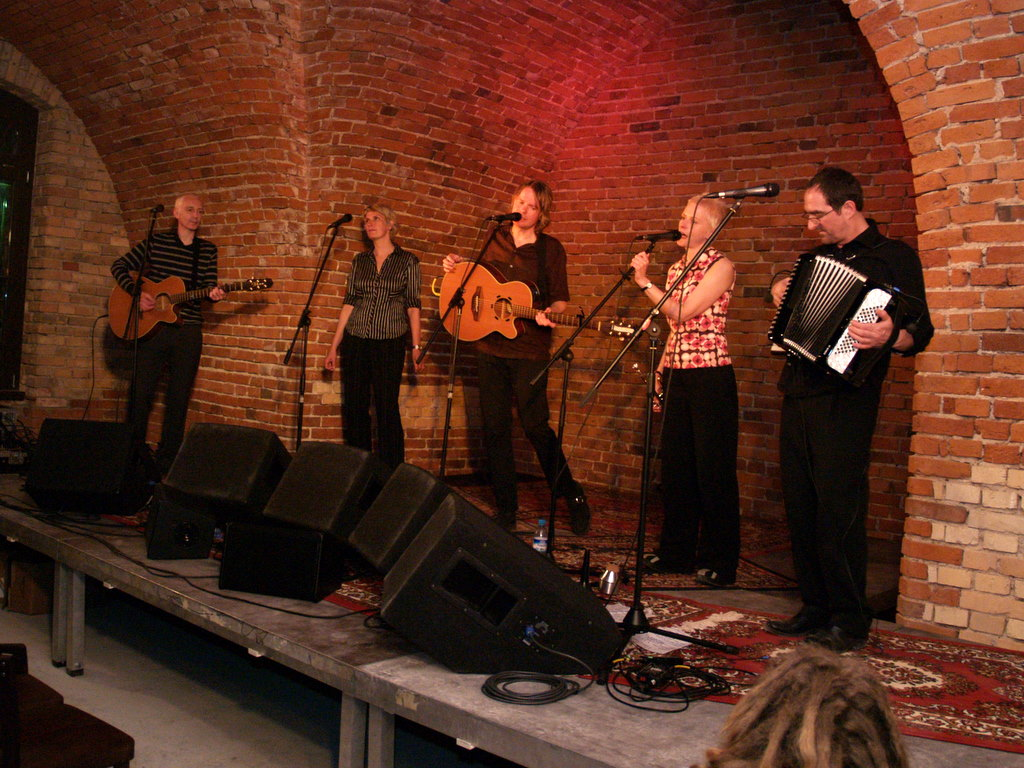
Chumbawamba en 2004.

En 2002, Chumbawamba forme son propre label, Mutt Records pour ses sorties britanniques.
Sous Mutt, Chumbawamba publie un onzième album, Readymades, qui mêle des samples de folk et de dance beats. Pour les États-Unis, Readymades est réédité sous le titre Readymades and then Some, avec un DVD qui comprend des clips issus de Well Done Now Sod Off et des remixes de Tubthumping. En 2002, Chumbawamba participe à la bande son du film Revengers Tragedy d'Alex Cox. La même année, le groupe offre 100 000 $ qu'ils ont reçus de General Motors pour l'usage de leur chanson Pass It Along dans une publicité aux groupes activistes de CorpWatch et à l'Independent Media Center pour faire campagne contre General Motors,. EMI publie une compilation intitulée Uneasy Listening.
Chumbawamba publiera la bande-son dans son intégralité en 2003. En 2004, le groupe publie un album intitulé Un.

### No Masters Records
À la fin 2009, Chumbawamba tourne au nord de l'Angleterre jouant une pièce de théâtre musicale intitulée Riot, Rebellion and Bloody Insurrection avec la Red Ladder Theatre Company.
Fin février 2010, ils publient leur quinzième album, ABCDEFG. En septembre 2011, les membres passés et présents du groupe manifestent contre l'usage de leur chanson Tubthumping par l'UK Independence Party pendant leur conférence annuelle. Le groupe annonce sa séparation en juillet 2012. Il se sépare en novembre 2012 après ses trois concerts à Leeds, Berlin et Oslo.

## Membres

### Anciens membres
- Boff Whalley – chant, guitare solo (1982–2012)
- Danbert Nobacon – chant, claviers (1982–2004)
- Lou Watts – chant, claviers (1982–2012)
- Dunstan Bruce – chant, guitare, platines, percussions (1982–2004)
- Alice Nutter – chant, percussions (1982–2004)
- Harry Hamer – chant, batterie, programmation, percussions (1982–2004)
- Dave Dillon – chant, trompette, basse (1984–1995)
- Paul Greco – basse (1982–1999)
- Jude Abbott – chant, flute, trompette (1996–2012)
- Neil Ferguson – chant, guitare, basse (1999–2012)
- Phil Moody – accordéon, chant (2004–2012)

### Invités fréquents
- Neil Ferguson – production, ingénierie-son, guitare, claviers
- Simon « Commonknowledge » Lanzon – chant, claviers, piano, accordéon
- MC Fusion – chant sur Shhh et Anarchy
- Cobie Laan – chant, enregistrements scéniques
- Stephen Blood - maracas
- Jimmy Echo – chant sur quelques versions de Timebomb et Amnesia
- B.J. Cole – guitare sur WYSIWYG
- Coope, Boyes and Simpson sur A Singsong and a Scrap, Get On With It! et The Boy Bands Have Won
- The Charlie Cake Marching Band sur The Boy Bands Have Won et ABCDEFG
- Les membres d'Oysterband sur Goodbye to the Crown, A Singsong and a Scrap, The Boy Bands Have Won et ABCDEFG
- Roy Bailey et Robb Johnson – chant sur The Boy Bands Have Won
- Jo Freya – saxophone sur The Boy Bands Have Won et ABCDEFG
- Belinda O'Hooley - piano sur ABCDEFG
- Michelle Plum - chant sur Sewing Up Crap de l'album Readymades et chant et claviers en concert entre 2001 et 2004

## Discographie
- 1986 : Pictures of Starving Children Sell Records
- 1987 : Never Mind the Ballots (Agit-Prop Records) 1987
- 1990 : Slap!
- 1990 : Homophobia
- 1994 : Anarchy (One Little Indian Records)
- 1995 : Swingin' with Raymond (réédité en 1996)
- 1995 : Showbusiness!
- 1996 : Portraits of Anarchists
- 1997 : Tubthumper
- 1997 : Shhh
- 1999 : Uneasy Listening
- 1999 : The ABCs of Anarchism
- 2000 : WYSIWYG
- 2002 : Readymades
- 2003 : Revengers Tragedy
- 2003 : Shhhlap!
- 2003 : English Rebel Songs 1381–1984 (enregistré entre 1988/2003)
- 2004 : Un
- 2005 : A Singsong and a Scrap
- 2006 : Soccer
- 2007 : Get On With It (live)
- 2008 : The Boy Bands Have Won
- 2010 : ABCDEFG
- 2011 : Big Society!
- 2011 : In Memoriam: Margaret Thatcher[15]